# 半坡店乡 (开封市)
半坡店乡，是中华人民共和国河南省開封市祥符区下辖的一个乡镇级行政单位。

## 行政区划
半坡店乡下辖以下地区：
半坡店村、赵千砦村、杨庄村、桃花洞村、徐砦村、吴楼村、党店村、石碑湾村、黑王村、韦政岗村、孔庄村、程庄村、喜村、叶庄村、老庄村、周庄村、常庄村、邢庄村、常店村、西店村、八府村、黄龙庙村、石槽村和高庄村。